# Sławików
Sławików, německy Slawikau nebo Bergkirch, je vesnice ve gmině Rudnik v okrese Ratiboř v jižním Polsku. Geograficky se také nachází v mezoregionu Opavská pahorkatina ve Slezské vojvodství a Horním Slezsku.

## Historie
Pravděpodobně jedno z nejstarších míst okresu Ratiboř, kdy první písemná zmínka o vesnici pochází z roku 1223. V roce 1657 zde byl postaven dřevěný kostel, který byl v letech 1849–1850 přestěhován do Zabełkowa, kde v roce 1976 vyhořel. V letech 1842–1846 byl postaven nový zděný kostel. Jsou zde také archeologická naleziště. Kromě kostela, kapliček a dalších zajímavostí se zde nachází ruiny paláce ve Sławikowě a Mauzolea ve Sławikowě (Mauzoleum w Sławikowie), které jsou situované v parku Park pałacowy.

## Galerie

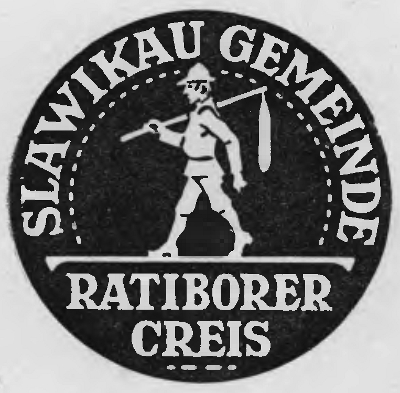
historická pečeť
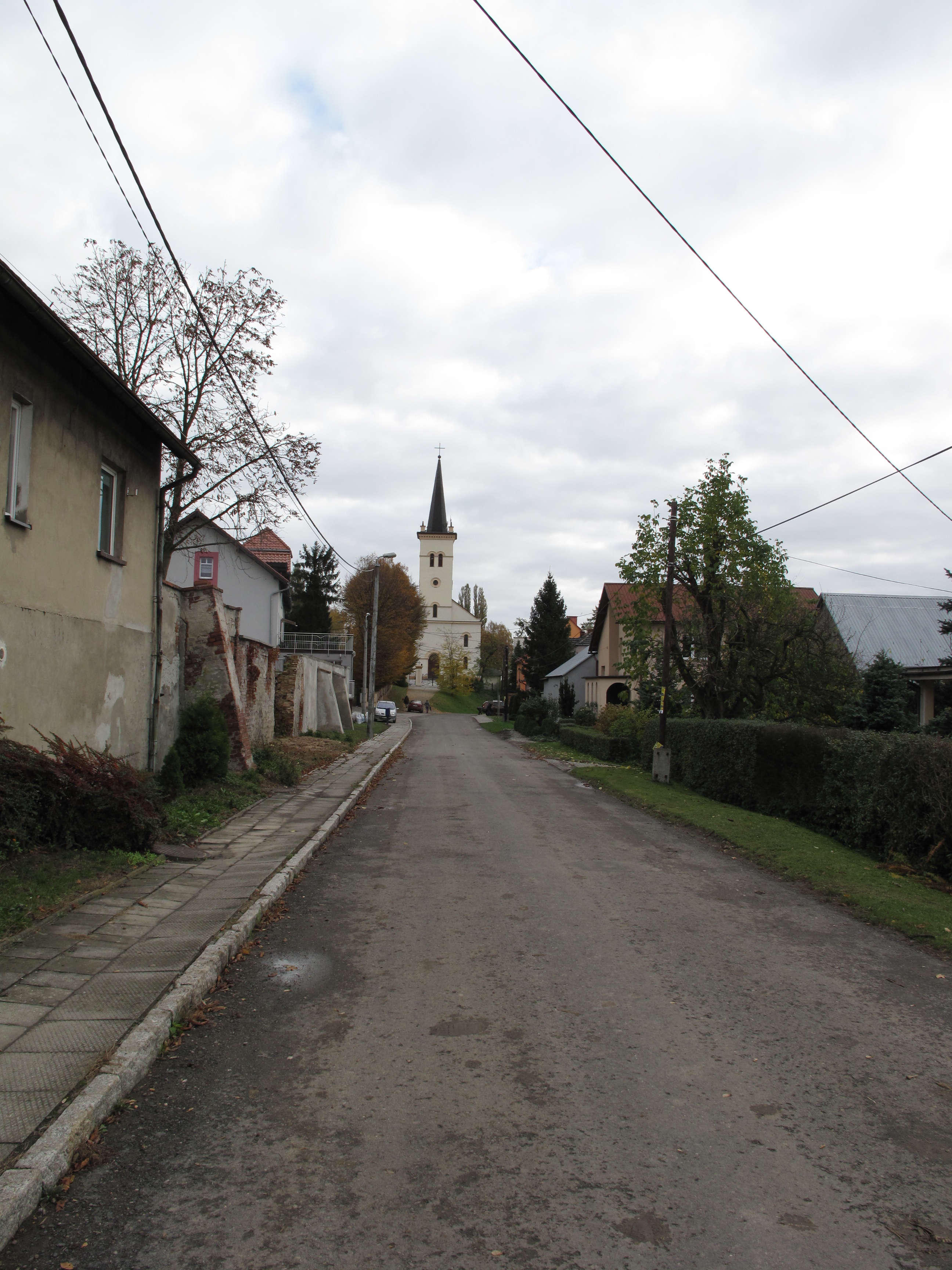
Silnice ke kostelu
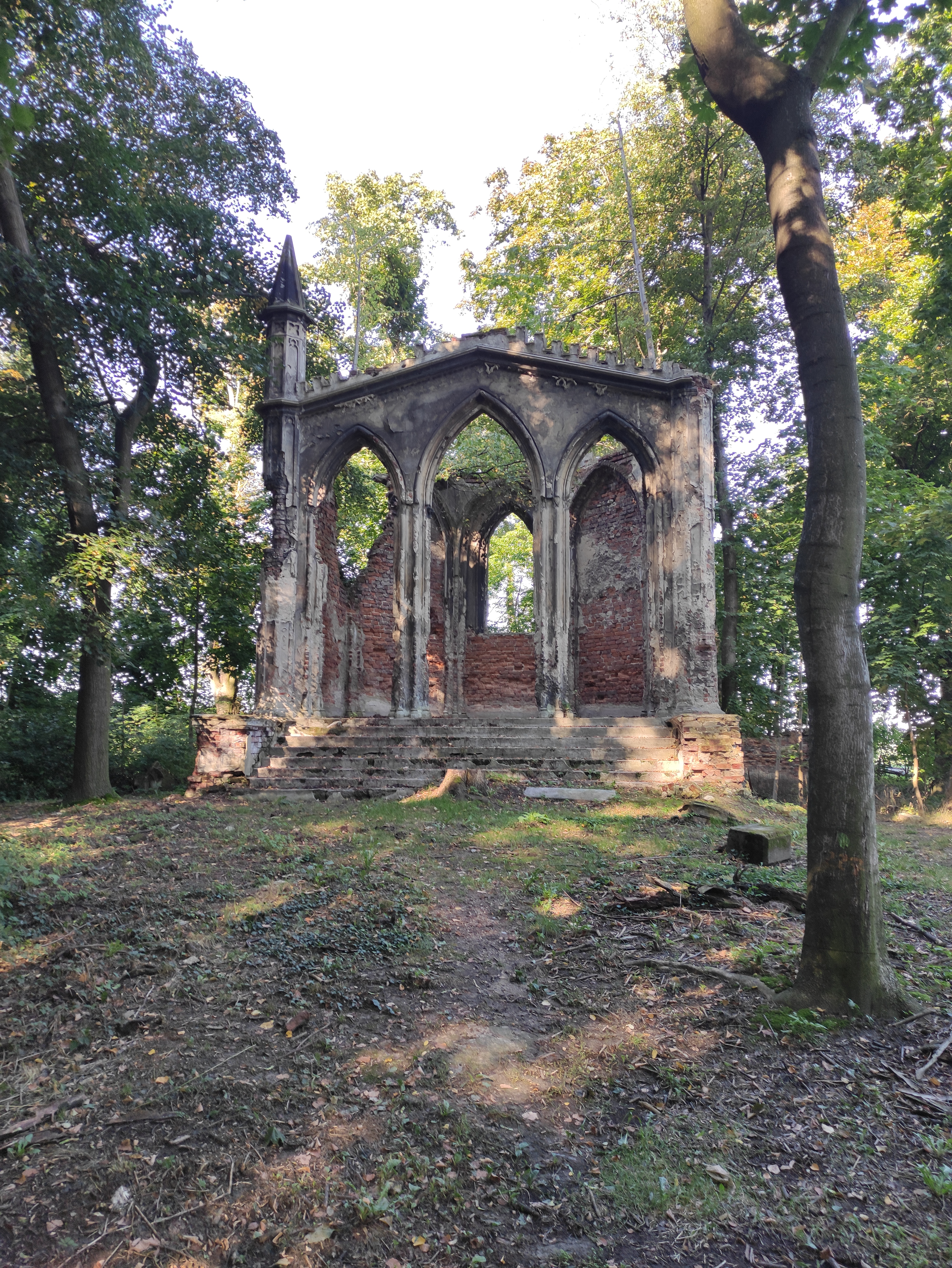
Mauzoleum
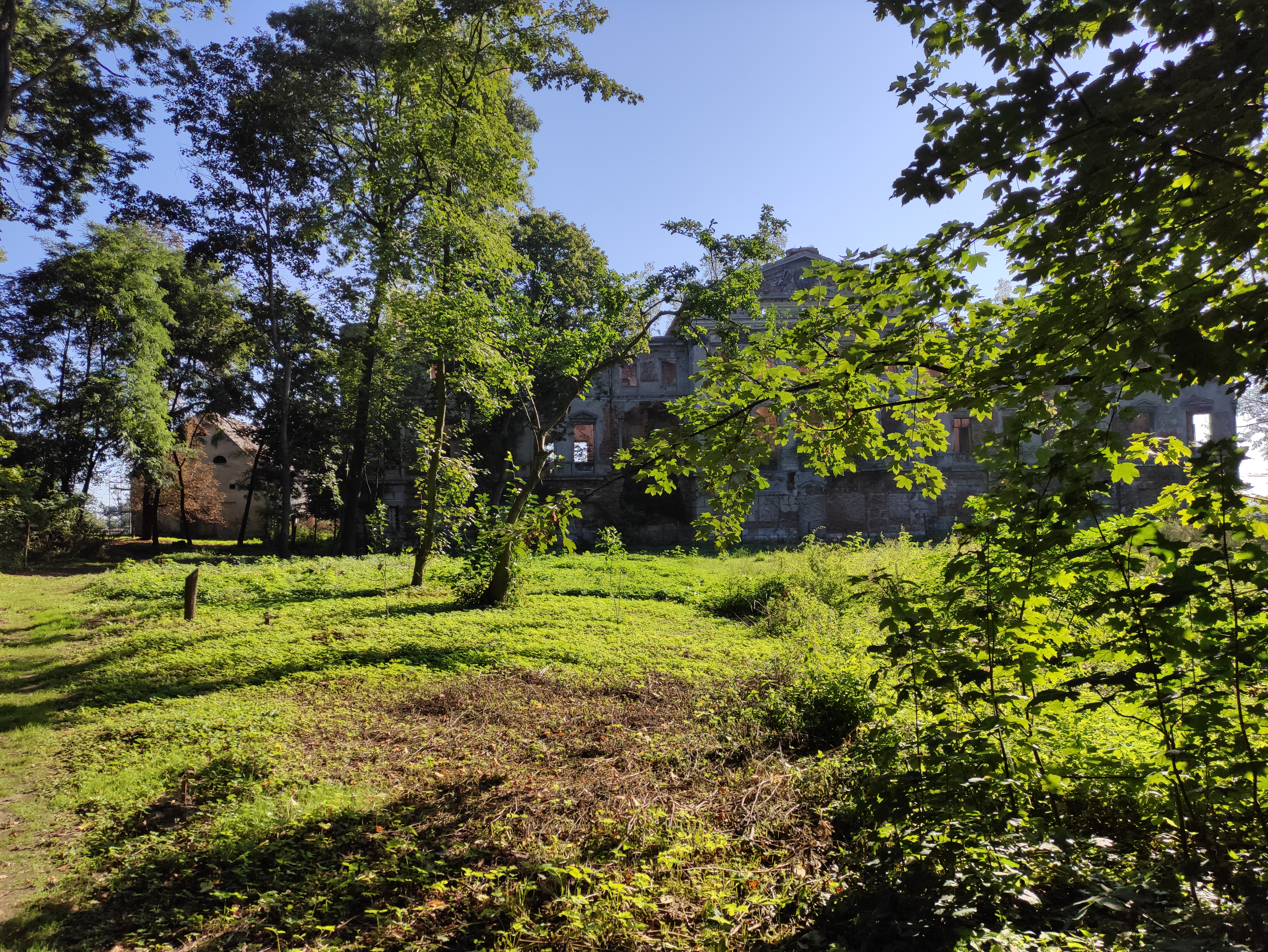
Pálác
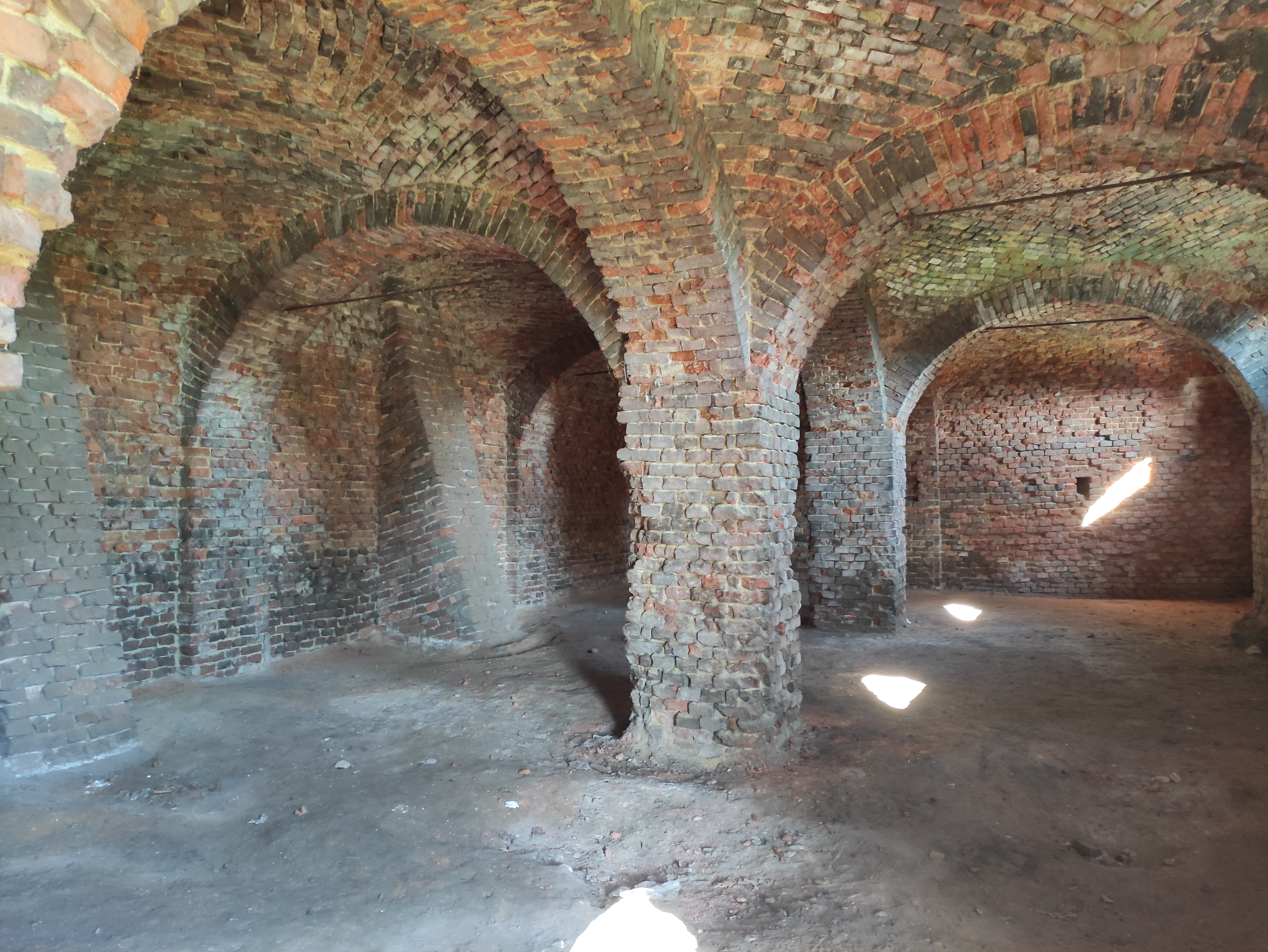
Palác